# Seznam obiskov predsednika vlade Mira Cerarja
Seznam uradnih srečanj, ki jih je opravil ali gostil Miroslav Cerar ml. v vlogi predsednika Vlade Republike Slovenije.

## Obiski v tujini
| Datum                           | Država/organizacija                                                                                           | Kraj       | Gostitelji Ostali državniki | Opombe | Vir                                       |
| ------------------------------- | --- | ---------- | --- | --- | ----------------------------------------- |
| 8. oktober 2014                 | Italijanska republika                                                                                         | Milano     | Matteo Renzi, predsednik vlade | 3. vrh o zaposlovanju                                                                                            | [ 1 ]                                     |
| 8. oktober 2014                 | Italijanska republika                                                                                         | Milano     | Srečanja ob robu: Evropska unija Martin Schulz, predsednik Evropskega parlamenta José Manuel Barroso, predsednik Evropske komisije Francoska republika François Hollande, predsednik Zvezna republika Nemčija Angela Merkel, zvezna kanclerka | 3. vrh o zaposlovanju                                                                                            | [ 1 ]                                     |
| 13. oktober 2014                | Italijanska republika Evropska unija                                                                          | Milano     | Italijanska republika Matteo Renzi, predsednik vlade Evropska unija Herman Van Rompuy, predsednik Evropskega sveta José Manuel Barroso, predsednik Evropske komisije | 10. vrh ASEM (The Asia-Europe Meeting)                                                                           |                                           |
| 13. oktober 2014                | Italijanska republika Evropska unija                                                                          | Milano     | Bilateralna srečanja ob robu: Republika Indija Vijay Kumar Singh, zunanji minister Malezija Najib Razak, predsednik vlade Socialistična republika Vietnam Nguyễn Tấn Dũng, predsednik vlade | 10. vrh ASEM (The Asia-Europe Meeting)                                                                           |                                           |
| 23. in 24. oktober 2014         | Evropska unija                                                                                                | Bruselj    | Herman Van Rompuy, predsednik Evropskega sveta | Zasedanje Evropskega sveta in Zasedanje vrha evroskupine                                                         | [ 2 ]                                     |
| 30. oktober 2014                | Zvezna republika Nemčija                                                                                      | Berlin     | Angela Merkel, zvezna kanclerka | Prvi uradni obisk predsednika vlade v tujini                                                                     | [ 3 ]                                     |
| 11. november 2014               | Evropska unija                                                                                                | Bruselj    | Martin Schulz, predsednik Evropskega parlamenta Jean-Claude Juncker, predsednik Evropske komisije | | [ 4 ] [ 5 ]                               |
| 11. november 2014               | NATO | Bruselj    | Jens Stoltenberg, generalni sekretar | | [ 6 ]                                     |
| 23. november 2014               | Zvezna republika Avstrija                                                                                     | Dunaj      | Werner Faymann, zvezni kancler | 25. Vrh držav Srednjeevropske pobude                                                                             | [ 7 ]                                     |
| 9. december 2014                | Republika Hrvaška                                                                                             | Opatija    | Zoran Milanović, predsednik vlade | Trilateralno srečanje o sodelovanju med Republiko Slovenijo, Republiko Hrvaško ter Republiko Avstrijo            | [ 8 ]                                     |
| 9. december 2014                | Republika Hrvaška                                                                                             | Opatija    | Prisoten še: Zvezna republika Avstrija Werner Faymann, zvezni kancler | Trilateralno srečanje o sodelovanju med Republiko Slovenijo, Republiko Hrvaško ter Republiko Avstrijo            | [ 8 ]                                     |
| 16. december 2014               | Republika Srbija                                                                                              | Beograd    | Aleksandar Vučić, predsednik vlade | 3. Vrh 16+1 (Srečanje držav srednje in vzhodne Evrope (CEEC) ter Kitajske)                                       | [ 9 ] [ 10 ] [ 11 ]                       |
| 16. december 2014               | Republika Srbija                                                                                              | Beograd    | Bilateralno srečanje ob robu: Ljudska republika Kitajska Li Kečjang, predsednik vlade | 3. Vrh 16+1 (Srečanje držav srednje in vzhodne Evrope (CEEC) ter Kitajske)                                       | [ 9 ] [ 10 ] [ 11 ]                       |
| 18. in 19. december 2014        | Evropska unija                                                                                                | Bruselj    | Donald Tusk, predsednik Evropskega sveta | Zasedanje Evropskega sveta                                                                                       | [ 12 ] [ 13 ]                             |
| 3. februar 2015                 | Republika Estonija                                                                                            | Talin      | Taavi Rõivas, predsednik vlade Toomas Hendrik Ilves, predsednik | | [ 14 ] [ 15 ]                             |
| 11. februar 2015                | Veliko vojvodstvo Luksemburg                                                                                  | Luksemburg | Xavier Bettel, predsednik vlade Henri, Veliki vojvoda Mars Di Bartolomeo, predsednik parlamenta | | [ 16 ]                                    |
| 11. februar 2015                | Evropska unija                                                                                                | Luksemburg | Vassilios Skouris, predsednik Sodišča EU Werner Hoyer, predsednik Evropske investicijske banke | | [ 16 ]                                    |
| 13. februar 2015                | Evropska unija                                                                                                | Bruselj    | Donald Tusk, predsednik Evropskega sveta | Neformalno srečanje Evropskega sveta                                                                             | [ 17 ]                                    |
| 20. marec 2015                  | Evropska unija                                                                                                | Bruselj    | Donald Tusk, predsednik Evropskega sveta | Zasedanje Evropskega sveta                                                                                       | [ 18 ]                                    |
| 28. marec 2015                  | Zvezna republika Avstrija                                                                                     | Schladming | Werner Faymann, zvezni kancler | Trilateralno srečanje o sodelovanju med Republiko Slovenijo, Republiko Hrvaško ter Republiko Avstrijo            | [ 19 ]                                    |
| 28. marec 2015                  | Zvezna republika Avstrija                                                                                     | Schladming | Prisotni še: Republika Hrvaška Zoran Milanović, predsednik vlade Evropska unija Maroš Šefčovič, podpredsednik Evropske komisije pristojen za energetsko unijo | Trilateralno srečanje o sodelovanju med Republiko Slovenijo, Republiko Hrvaško ter Republiko Avstrijo            | [ 19 ]                                    |
| 23. april 2015                  | Evropska unija                                                                                                | Bruselj    | Donald Tusk, predsednik Evropskega sveta | Izredno zasedanje Evropskega sveta                                                                               | [ 20 ]                                    |
| 22. maj 2015                    | Republika Latvija                                                                                             | Riga       | Laimdota Straujuma, predsednica vlade | Vrh Vzhodnega partnerstva                                                                                        | [ 21 ]                                    |
| 22. maj 2015                    | Republika Latvija                                                                                             | Riga       | Bilateralna srečanja ob robu: Ukrajina Petro Porošenko, predsednik Gruzija Irakli Garibašvili, predsednik vlade | Vrh Vzhodnega partnerstva                                                                                        | [ 21 ]                                    |
| 29. maj 2015                    | Sveti sedež                                                                                                   | Vatikan    | Njegova svetost Papež Frančišek Pietro Parolin, državni tajnik kardinal Franc Rode | | [ 22 ]                                    |
| 10. in 11. junij 2015           | Evropska unija                                                                                                | Bruselj    | Donald Tusk, predsednik Evropskega sveta | Vrh EU-CELAC (EU in Skupnosti latinskoameriških in karibskih držav)                                              | [ 23 ] [ 24 ] [ 25 ]                      |
| 10. in 11. junij 2015           | Evropska unija                                                                                                | Bruselj    | Bilateralna srečanja ob robu: Republika Kolumbija Juan Manuel Santos, predsednik Republika Kuba Miguel Díaz-Canel, prvi podpredsednik | Vrh EU-CELAC (EU in Skupnosti latinskoameriških in karibskih držav)                                              | [ 23 ] [ 24 ] [ 25 ]                      |
| 26. in 27. junij 2015           | Evropska unija                                                                                                | Bruselj    | Donald Tusk, predsednik Evropskega sveta | Zasedanje Evropskega sveta                                                                                       | [ 26 ]                                    |
| 8. julij 2015                   | Francoska republika                                                                                           | Pariz      | François Hollande, predsednik Elisabeth Guigou, predsednica Komisije za zunanje zadeve Narodne skupščine Francije | | [ 27 ] [ 28 ]                             |
| 8. julij 2015                   | Organizacija za gospodarsko sodelovanje in razvoj (OECD)                                                      | Pariz      | Jose Angel Gurria, generalni sekretar | | [ 29 ]                                    |
| 27. avgust 2015                 | Zvezna republika Avstrija                                                                                     | Dunaj      | Werner Faymann, zvezni kancler | Konferenca o Zahodnem Balkanu                                                                                    | [ 30 ]                                    |
| 24. september 2015              | Evropska unija                                                                                                | Bruselj    | Donald Tusk, predsednik Evropskega sveta | Izredno zasedanje Evropskega sveta                                                                               | [ 31 ]                                    |
| 25. - 27. september 2015        | Združene države Amerike Organizacija združenih narodov                                                        | New York   | Ban Ki-Moon, generalni sekretar OZN | Vrh OZN o trajnostnem razvoju                                                                                    | [ 32 ] [ 33 ] [ 34 ]                      |
| 28. september - 2. oktober 2015 | Združene države Amerike Organizacija združenih narodov                                                        | New York   | Mogens Lykketoft, predsednik Generalne skupščine Ban Ki-Moon, generalni sekretar OZN | 70. zasedanje Generalne skupščine OZN                                                                            | [ 35 ] [ 36 ] [ 37 ] [ 38 ] [ 39 ] [ 40 ] |
| 28. september - 2. oktober 2015 | Združene države Amerike Organizacija združenih narodov                                                        | New York   | Bilateralna srečanja ob robu: Kraljevina Butan Tshering Tobgay, predsednik vlade Gruzija Giorgi Margvelašvili, predsednik | 70. zasedanje Generalne skupščine OZN                                                                            | [ 35 ] [ 36 ] [ 37 ] [ 38 ] [ 39 ] [ 40 ] |
| 15. in 16. oktober 2015         | Evropska unija                                                                                                | Bruselj    | Donald Tusk, predsednik Evropskega sveta | Zasedanje Evropskega sveta                                                                                       | [ 41 ]                                    |
|                                 | Evropska unija                                                                                                | Bruselj    | Jean-Claude Juncker, predsednik Evropske komisije | Vrh EU-Balkan | [ 42 ]                                    |
| 11. in 12. november 2015        | Republika Malta Evropska unija                                                                                | Valetta    | Donald Tusk, predsednik Evropskega sveta | Vrh EU-Afrika Izredno zasedanje Evropskega sveta                                                                 | [ 43 ]                                    |
| 19. november 2015               | Združeno kraljestvo                                                                                           | London     | David Cameron, predsednik vlade Frances D'Souza, predsednica Lordske zbornice | | [ 44 ]                                    |
| 24. - 26. november 2015         | Ljudska republika Kitajska                                                                                    | Sudžov     | Ši Džinping, predsednik Li Kečjang, predsednik vlade | 4. Vrh 16+1 | [ 45 ] [ 46 ] [ 47 ]                      |
| 29. november 2015               | Evropska unija                                                                                                | Bruselj    | Donald Tusk, predsednik Evropskega sveta | Vrh EU-Turčija                                                                                                   | [ 48 ]                                    |
| 30. november 2015               | Francoska republika                                                                                           | Pariz      | François Hollande, predsednik | Vrh voditeljev v okviru Pariške podnebne konference                                                              | [ 49 ]                                    |
| 17. in 18. december 2015        | Evropska unija                                                                                                | Bruselj    | Donald Tusk, predsednik Evropskega sveta | Zasedanje Evropskega sveta                                                                                       | [ 50 ]                                    |
| 14. januar 2016                 | Zvezna republika Nemčija                                                                                      | Berlin     | Angela Merkel, zvezna kanclerka | | [ 51 ]                                    |
| 4. februar 2016                 | Združeno kraljestvo Kraljevina Norveška Zvezna republika Nemčija Država Kuvajt Organizacija združenih narodov | London     | David Cameron, predsednik vlade Združenega kraljestva Erna Solberg, predsednica vlade Kraljevine Norveške Angela Merkel, zvezna kanclerka Zvezne republike Nemčije Jaber Al-Mubarak Al-Hamad Al-Sabah, predsednik vlade Države Kuvajt Ban Ki-Moon, generalni sekretar OZN | Konferenca v podporo Siriji v organizaciji Združenega kraljestva, Norveške, Nemčije, Kuvajta in OZN              | [ 52 ]                                    |
| 4. februar 2016                 | Združeno kraljestvo Kraljevina Norveška Zvezna republika Nemčija Država Kuvajt Organizacija združenih narodov | London     | Bilateralna srečanja ob robu: Kraljevina Nizozemska Mark Rutte, predsednik vlade Republika Makedonija Gorge Ivanov, predsednik Češka republika Bohuslav Sobotka, predsednik vlade Republika Srbija Aleksandar Vučić, predsednik vlade Združene države Amerike John Kerry, državni sekretar Evropska unija Donald Tusk, predsednik Evropskega sveta | Konferenca v podporo Siriji v organizaciji Združenega kraljestva, Norveške, Nemčije, Kuvajta in OZN              | [ 52 ]                                    |
| 18. februar 2016                | Evropska unija                                                                                                | Bruselj    | Donald Tusk, predsednik Evropskega sveta Jean-Claude Juncker, predsednik Evropske komisije | Delovno vrh Slovenije, Hrvaške, Srbije, Makedonije in EU na pobudo Slovenije                                     | [ 53 ]                                    |
| 18. februar 2016                | Evropska unija                                                                                                | Bruselj    | Prisotni še: Republika Makedonija Gorge Ivanov, predsednik Republika Srbija Tomislav Nikolić, predsednik Republika Hrvaška Tihomir Orešković, predsednik vlade Evropska unija Federica Mogherini, visoka predstavnica Unije za skupno zunanjo in varnostno politiko | Delovno vrh Slovenije, Hrvaške, Srbije, Makedonije in EU na pobudo Slovenije                                     | [ 53 ]                                    |
| 19. in 20. februar 2016         | Evropska unija                                                                                                | Bruselj    | Donald Tusk, predsednik Evropskega sveta | Zasedanje Evropskega sveta                                                                                       | [ 54 ] [ 55 ]                             |
| 8. marec 2016                   | Evropska unija                                                                                                | Bruselj    | Donald Tusk, predsednik Evropskega sveta | Vrh EU-Turčija                                                                                                   | [ 56 ]                                    |
| 21. in 22. april 2016           | Združene države Amerike Organizacija združenih narodov                                                        | New York   | Ban Ki-Moon, generalni sekretar OZN | Visoka tematska razprava o uresničevanju Ciljev trajnostnega razvoja v OZN Podpis Pariškega podnebnega sporazuma | [ 57 ] [ 58 ]                             |
| 23. in 24. maj 2016             | Republika Turčija                                                                                             | Istanbul   | Recep Tayyip Erdoğan, predsednik | Svetovni humanitarni vrh                                                                                         | [ 59 ] [ 60 ]                             |
| 28. junij 2016                  | Evropska unija                                                                                                | Bruselj    | Donald Tusk, predsednik Evropskega sveta | Zasedanje Evropskega sveta                                                                                       | [ 61 ]                                    |
| 4. julij 2016                   | Francoska republika                                                                                           | Pariz      | François Hollande, predsednik | Vrh o Zahodnem Balkanu                                                                                           | [ 62 ]                                    |
| 4. julij 2016                   | Francoska republika                                                                                           | Pariz      | Bilateralno srečanje ob robu: Republika Srbija Aleksandar Vučić, predsednik vlade | Vrh o Zahodnem Balkanu                                                                                           | [ 62 ]                                    |
| 8. in 9. julij 2016             | Republika Poljska NATO                                                                                        | Varšava    | Andrzej Duda, predsednik Republike Poljske Jens Stoltenberg, generalni sekretar NATO | Vrh zveze NATO                                                                                                   | [ 63 ]                                    |
| 15. in 16. julij 2016           | Mongolija | Ulan Bator | Tsakhiagiin Elbegdorj, predsednik | 11. vrh ASEM | [ 64 ]                                    |
| 15. in 16. julij 2016           | Mongolija | Ulan Bator | Bilateralno srečanje ob robu: Mongolija Jargaltulgyn Erdenebat, predsednik vlade | 11. vrh ASEM | [ 64 ]                                    |
| 27. avgust 2016                 | Zvezna republika Nemčija                                                                                      | Berlin     | Angela Merkel, zvezna kanclerka | Posvet o prihodnosti EU po izstopu Velike Britanije iz EU                                                        | [ 65 ]                                    |
| 27. avgust 2016                 | Zvezna republika Nemčija                                                                                      | Berlin     | Prisotni še: Zvezna republika Avstrija Christian Kern, zvezni kancler Republika Hrvaška Tihomir Orešković, predsednik vlade Republika Bolgarija Bojko Borisov, predsednik vlade | Posvet o prihodnosti EU po izstopu Velike Britanije iz EU                                                        | [ 65 ]                                    |
| 29. avgust 2016                 | Kraljevina Nizozemska                                                                                         | Haag       | Mark Rutte, predsednik vlade | | [ 66 ]                                    |
| 29. avgust 2016                 | Veliko vojvodstvo Luksemburg                                                                                  | Luksemburg | Xavier Bettel, predsednik vlade | | [ 66 ]                                    |
| 16. september 2016              | Slovaška republika Evropska unija                                                                             | Bratislava | Robert Fico, predsednik vlade Donald Tusk, predsednik Evropskega sveta Jean-Claude Juncker, predsednik Evropske komisije | Vrh EU | [ 67 ]                                    |
| 24. september 2016              | Zvezna republika Avstrija                                                                                     | Dunaj      | Christian Kern, zvezni kancler | Vrh o zahodnobalkanski migracijski poti                                                                          | [ 68 ]                                    |
| 24. september 2016              | Zvezna republika Avstrija                                                                                     | Dunaj      | Bilateralna srečanja ob robu: Republika Makedonija Emil Dmitriev, predsednik vlade | Vrh o zahodnobalkanski migracijski poti                                                                          | [ 68 ]                                    |
| 2. - 4. oktober 2016            | Japonsko cesarstvo                                                                                            | Kjoto      | Šinzo Abe, predsednik vlade Naruhito, japonski prestolonaslednik Tadamori Ošima, predsednik parlamenta | | [ 69 ] [ 70 ]                             |
| 20. in 21. oktober 2016         | Evropska unija                                                                                                | Bruselj    | Donald Tusk, predsednik Evropskega sveta | Zasedanje Evropskega sveta                                                                                       | [ 71 ]                                    |
| 23. in 24. oktober 2016         | Republika Srbija                                                                                              | Beograd    | Aleksandar Vučić, predsednik vlade | | [ 72 ] [ 73 ]                             |
| 4. in 5. november 2016          | Republika Latvija                                                                                             | Riga       | Māris Kučinskis, predsednik vlade | 5. Vrh 16+1 | [ 74 ] [ 75 ]                             |
| 4. in 5. november 2016          | Republika Latvija                                                                                             | Riga       | Bilateralno srečanje ob robu: Ljudska republika Kitajska Li Kečjang, predsednik vlade | 5. Vrh 16+1 | [ 74 ] [ 75 ]                             |
| 16. december 2016               | Evropska unija                                                                                                | Bruselj    | Donald Tusk, predsednik Evropskega sveta | Zasedanje Evropskega sveta                                                                                       | [ 76 ]                                    |
| 22. in 23. januar 2017          | Češka republika                                                                                               | Praga      | Bohuslav Sobotka, predsednik vlade Miloš Zeman, predsednik Milan Štěch, predsednik Senata | | [ 77 ]                                    |
| 24. januar 2017                 | Republika Poljska                                                                                             | Varšava    | Beata Szydlo, predsednica vlade | | [ 78 ]                                    |
| 2. in 3. februar 2017           | Republika Malta                                                                                               | Valetta    | Joseph Muscat, predsednik vlade Donald Tusk, predsednik Evropskega sveta Jean-Claude Juncker, predsednik Evropske komisij | Vrh EU | [ 79 ] [ 80 ]                             |
| 2. in 3. februar 2017           | Republika Malta                                                                                               | Valetta    | Bilateralni srečanji ob robu: Kraljevina Švedska Stefan Löfven, predsednik vlade Zvezna republika Nemčija Angela Merkel, zvezna kanclerka | Vrh EU | [ 79 ] [ 80 ]                             |
| 14. in 15. februar 2017         | Združeni arabski emirati                                                                                      | Dubaj      | Mohamed bin Rašid al Maktum, vladar Dubaja in predsednik vlade ZAE Abdullah bin Zayed Al Nahyan, minister za zunanje zadeve in mednarodno sodelovanje Mohamed bin Abdullah Al Gergawi, predsedujoči WGS | Svetovni vladni vrh (WGS)                                                                                        | [ 81 ] [ 82 ]                             |
| 14. in 15. februar 2017         | Združeni arabski emirati                                                                                      | Dubaj      | Bilateralna srečanja ob robu: UNESCO Irina Bokova, generalna direktorica | Svetovni vladni vrh (WGS)                                                                                        | [ 81 ] [ 82 ]                             |
| 9. in 10. marec 2017            | Evropska unija                                                                                                | Bruselj    | Donald Tusk, predsednik Evropskega sveta | Zasedanje Evropskega sveta Zasedanje voditeljev EU brez Velike Britanije                                         | [ 83 ]                                    |
| 25. marec 2017                  | Italijanska republika Evropska unija                                                                          | Rim        | Paolo Gentiloni, predsednik vlade Donald Tusk, predsednik Evropskega sveta Jean-Claude Juncker, predsednik Evropske komisij | podpis Rimske izjave                                                                                             | [ 84 ]                                    |
| 10. april 2017                  | Bosna in Hercegovina                                                                                          | Sarajevo   | Denis Zvizdić, predsednik Sveta ministrov Mladen Ivanić, predsednik predsedstva Dragan Čović, član predsedstva Bakir Izetbegović, član predsedstva Mladen Bosić, predsednik Predstavniškega doma | | [ 85 ]                                    |
| 29. april 2017                  | Evropska unija                                                                                                | Bruselj    | Donald Tusk, predsednik Evropskega sveta | Zasedanje Evropskega sveta                                                                                       | [ 86 ] [ 87 ]                             |
| 29. april 2017                  | Evropska unija                                                                                                | Bruselj    | Srečanje ob robu: Republika Hrvaška Andrej Plenković, predsednik vlade Evropska unija Jean-Claude Juncker, predsednik Evropske komisij | Zasedanje Evropskega sveta                                                                                       | [ 86 ] [ 87 ]                             |
| 26. maj 2017                    | NATO | Bruselj    | Jens Stoltenberg, generalni sekretar | | [ 88 ]                                    |
| 22. junij 2017                  | Evropska unija                                                                                                | Bruselj    | Prisotni: Kraljevina Nizozemska Mark Rutte, predsednik vlade Veliko vojvodstvo Luksemburg Xavier Bettel, predsednik vlade Kraljevina Belgja Charles Michel, predsednik vlade | Prvo srečanje Poglobljenega sodelovanja med Beneluksom in Slovenijo                                              | [ 89 ]                                    |
| 22. in 23. junij 2017           | Evropska unija                                                                                                | Bruselj    | Donald Tusk, predsednik Evropskega sveta | Zasedanje Evropskega sveta                                                                                       | [ 90 ] [ 91 ]                             |
| 12. julij 2017                  | Italijanska republika                                                                                         | Trst       | Paolo Gentiloni, predsednik vlade | Berlinski proces                                                                                                 | [ 92 ]                                    |
| 12. julij 2017                  | Italijanska republika                                                                                         | Trst       | Bilateralni srečanji ob robu: Republika Srbija Ana Brnabić, predsednica vlade Republika Makedonija Zoran Zaev, predsednik vlade | Berlinski proces                                                                                                 | [ 92 ]                                    |
| 2. avgust 2017                  | Črna gora | Podgorica  | Duško Marković, predsednik vlade | Zasedanje Jadranske listine                                                                                      | [ 93 ]                                    |
| 2. avgust 2017                  | Črna gora | Podgorica  | Bilateralni srečanji ob robu: Združene države Amerike Mike Pence, podpredsednik Črna gora Duško Marković, predsednik vlade | Zasedanje Jadranske listine                                                                                      | [ 93 ]                                    |
| 20. in 21. september 2017       | Združene države Amerike Organizacija združenih narodov                                                        | New York   | António Guterres, generalni sekretar OZN Peter Thomson, predsednik generalni skupščini | 72. zasedanje Generalne skupščine OZN                                                                            | [ 94 ] [ 95 ] [ 96 ]                      |
| 20. in 21. september 2017       | Združene države Amerike Organizacija združenih narodov                                                        | New York   | Bilateralna in druga srečanja ob robu: Kraljevina Butan Tshering Tobgay, predsednik vlade Republika Kolumbija Juan Manuel Santos, predsednik Republika Hrvaška Andrej Plenković, predsednik vlade Republika Srbija Aleksandar Vučić, predsednik Črna gora Filip Vujanović, predsednik Republika Makedonija Zoran Zaev, predsednik vlade Evropska unija Donald Tusk, predsednik Evropskega sveta Veliko vojvodstvo Luksemburg Xavier Bettel, predsednik vlade Japonsko cesarstvo Šinzo Abe, predsednik vlade Združene države Amerike Donald Trump, predsednik Francoska republika Emmanuel Macron, predsednik | 72. zasedanje Generalne skupščine OZN                                                                            | [ 94 ] [ 95 ] [ 96 ]                      |
| 29. september 2017              | Republika Estonija                                                                                            | Talin      | Jüri Ratas, predsednik vlade Donald Tusk, predsednik Evropskega sveta Jean-Claude Juncker, predsednik Evropske komisij | Vrh EU | [ 97 ]                                    |
| 29. september 2017              | Republika Estonija                                                                                            | Talin      | Bilateralna srečanja ob robu: Zvezna republika Nemčija Angela Merkel, zvezna kanclerka Francoska republika Emmanuel Macron, predsednik | Vrh EU | [ 97 ]                                    |
| 19. in 20. oktober 2017         | Evropska unija                                                                                                | Bruselj    | Donald Tusk, predsednik Evropskega sveta | Zasedanje Evropskega sveta                                                                                       | [ 98 ]                                    |
| 17. november 2017               | Kraljevina Švedska Evropska unija                                                                             | Göteborg   | Stefan Löfven, predsednik vlade Jean-Claude Juncker, predsednik Evropske komisij | Evropski socialni vrh                                                                                            | [ 99 ]                                    |
| 24. november 2017               | Evropska unija                                                                                                | Bruselj    | Donald Tusk, predsednik Evropskega sveta | Vrh Vzhodnega partnerstva                                                                                        | [ 100 ]                                   |
| 27. in 28. november 2017        | Madžarska | Budimpešta | Viktor Orban, predsednik vlade | 6. vrh 16+1 | [ 101 ] [ 102 ]                           |
| 27. in 28. november 2017        | Madžarska | Budimpešta | Bilateralno srečanje ob robu: Ljudska republika Kitajska Li Kečjang, predsednik vlade | 6. vrh 16+1 | [ 101 ] [ 102 ]                           |
| 15. december 2017               | Evropska unija                                                                                                | Bruselj    | Donald Tusk, predsednik Evropskega sveta | Zasedanje Evropskega sveta                                                                                       | [ 103 ] [ 104 ]                           |
| 15. december 2017               | Evropska unija                                                                                                | Bruselj    | Bilateralno srečanje ob robu: Republika Hrvaška Andrej Plenković, predsednik vlade | Zasedanje Evropskega sveta                                                                                       | [ 103 ] [ 104 ]                           |
| 19. december 2017               | Republika Hrvaška                                                                                             | Zagreb     | Andrej Plenković, predsednik vlade | Srečanje o implementaciji arbitražne odločbe                                                                     | [ 105 ]                                   |
| 26. januar 2018                 | Švicarska konfederacija                                                                                       | Davos      | Klaus Schwab, predsednik WEF | Svetovni gospodarski forum (WEF)                                                                                 | [ 106 ]                                   |
| 26. januar 2018                 | Švicarska konfederacija                                                                                       | Davos      | Bilateralna srečanja ob robu: Republika Irska Leo Varadkar, predsednik vlade Kanada Justin Trudeau, predsednik vlade Francoska republika Emmanuel Macron, predsednik Republika Estonija Jüri Ratas, predsednik vlade Republika Srbija Aleksandar Vučić, predsednik Republika Bolgarija Bojko Borisov, predsednik vlade Evropska unija Michel Barnier, glavni pogajalec EU za Brexit | Svetovni gospodarski forum (WEF)                                                                                 | [ 106 ]                                   |
| 23. februar 2018                | Evropska unija                                                                                                | Bruselj    | Donald Tusk, predsednik Evropskega sveta | Neformalno zasedanje voditeljev držav članic EU-27                                                               | [ 107 ]                                   |

## Obiski v Sloveniji
| Datum                   | Država                                                                | Kraj            | Gosti | Gostitelj v Sloveniji                                                 | Opombe                                        | Vir             |
| ----------------------- | --------------------------------------------------------------------- | --------------- | --- | --------------------------------------------------------------------- | --------------------------------------------- | --------------- |
| 28. oktober 2014        | Republika Albanija                                                    | Ljubljana       | Bujar Nishani, predsednik | Borut Pahor, predsednik republike                                     |                                               | [ 108 ]         |
| 21. november 2014       | Zvezna republika Avstrija                                             | Ljubljana       | Ana Blatnik, predsednica Zveznega sveta | Mitja Bervar, predsednik Državnega sveta                              |                                               | [ 109 ]         |
| 25. november 2014       | Zvezna republika Nemčija                                              | Ljubljana       | Joachim Gauck, zvezni predsednik | Borut Pahor, predsednik republike                                     |                                               | [ 110 ]         |
| 28. november 2014       | Republika Romunija                                                    | Ljubljana       | Valeriu Ștefan Zgonea, predsednik Poslanske zbornice | Milan Brglez, predsednik Državnega zbora                              |                                               | [ 111 ]         |
| 20. november 2014       | Ljudska republika Kitajska                                            | Ljubljana       | Vang Jang, podpredsednik vlade | Dejan Židan, podpredsednik vlade                                      |                                               | [ 112 ]         |
| 23. december 2014       | Evropska unija                                                        | Ljubljana       | Violeta Bulc, evropska komisarka za promet | Peter Gašperšič, minister za infrastrukturo                           |                                               | [ 113 ]         |
| 22. januar 2015         | Slovaška republika                                                    | Ljubljana       | Peter Pellegrini, predsednik Nacionalnega sveta | Milan Brglez, predsednik Državnega zbora                              |                                               | [ 114 ]         |
| 22. januar 2015         | Evropska unija                                                        | Ljubljana       | Corina Crețu, evropska komisarka za regionalno politiko | Alenka Smerkolj, ministrica za razvoj, strateške projekte in kohezijo |                                               | [ 115 ]         |
| 26. januar 2015         | Turkmenistan                                                          | Ljubljana       | Rašid Meredov, nemstnik predsednika Kabineta ministrov in zunanji minister | Karel Erjavec, minister za zunanje zadeve                             |                                               | [ 116 ]         |
| 2. februar 2015         | Francoska republika                                                   | Ljubljana       | Alain Richard, francoski senator in posebni odposlanec za gospodarske odnose z Zahodnim Balkanom | Miro Cerar, predsednik vlade                                          |                                               | [ 117 ]         |
| 20. februar 2015        | Republika Srbija                                                      | Ljubljana       | Aleksandar Vučić, predsednik vlade | Miro Cerar, predsednik vlade                                          |                                               | [ 118 ]         |
| 25. februar 2015        | Republika Malta                                                       | Ljubljana       | Maria Luisa Coleira Preca, predsednica | Borut Pahor, predsednik republike                                     |                                               | [ 119 ]         |
| 26. februar 2015        | Združeno kraljestvo                                                   | Ljubljana       | Philip Hammond, minister za zunanje zadeve | Karel Erjavec, minister za zunanje zadeve                             |                                               | [ 120 ]         |
| 18. marec 2015          | Združene države Amerike                                               | Ljubljana       | Victoria Nuland, pomočnica državnega sekretarja za evropske in evrazijske zadeve | Karel Erjavec, minister za zunanje zadeve                             |                                               | [ 121 ]         |
| 23. marec 2015          | Bosna in Hercegovina                                                  | Ljubljana       | Mladen Ivanić, predsednik predsedstva Dragan Čović, član predsedstva Bakir Izetbegović, član predsedstva | Borut Pahor, predsednik republike                                     |                                               | [ 122 ]         |
| 30. marec 2015          | Republika Turčija                                                     | Ljubljana       | Recep Tayyip Erdoğan, predsednik | Borut Pahor, predsednik republike                                     |                                               | [ 123 ]         |
| 1. april 2015           | Evropska unija                                                        | Ljubljana       | Guy Verhofstadt, predsednik skupine ALDE v Evropskem parlamentu | Miro Cerar, predsednik vlade                                          |                                               | [ 124 ]         |
| 8. april 2015           | Kraljevina Belgija                                                    | Ljubljana       | Didier Reynders, minister za zunanje zadeve | Karel Erjavec, minister za zunanje zadeve                             |                                               | [ 125 ]         |
| 10. april 2015          | Republika Kosovo                                                      | Ljubljana       | Hashim Thaçi, podpredsednik vlade in minister za zunanje zadeve | Karel Erjavec, minister za zunanje zadeve                             |                                               | [ 126 ]         |
| 13. in 14. april 2015   | Češka republika                                                       | Ljubljana       | Bohuslav Sobotka, predsednik vlade | Miro Cerar, predsednik vlade                                          |                                               | [ 127 ]         |
| 17. april 2015          | Slovaška republika                                                    | Bled            | Robert Fico, predsednik vlade | Miro Cerar, predsednik vlade                                          |                                               | [ 128 ]         |
| 22. april 2015          | Italijanska republika                                                 | Ljubljana       | Sergio Mattarella, predsednik | Borut Pahor, predsednik republike                                     |                                               | [ 129 ]         |
| 4. maj 2015             | Organizacija za gospodarsko sodelovanje in razvoj (OECD)              | Ljubljana       | Jose Angel Gurria, generalni sekretar | Miro Cerar, predsednik vlade                                          |                                               | [ 130 ]         |
| 12. maj 2015            | Republika Kosovo                                                      | Ljubljana       | Isa Mustafa, predsednik vlade | Miro Cerar, predsednik vlade                                          |                                               | [ 131 ]         |
| 13. maj 2015            | Turkmenistan                                                          | Ljubljana       | Gurbanguly Berdimuhamedov, predsednik | Borut Pahor, predsednik republike                                     |                                               | [ 132 ]         |
| 16. maj 2015            | Socialistična republika Vietnam                                       | Ljubljana       | Vu Huj Hoang, minister za industrijo in trgovino | Zdravko Počivalšek, minister za gospodarski razvoj in tehnologijo     |                                               | [ 133 ]         |
| 2. maj 2015             | Evropska unija                                                        | Portorož        | Werner Hoyer, predsednik Evropske investicijske banke | Miro Cerar, predsednik vlade                                          |                                               |                 |
| 5. junij 2015           | Evropska unija                                                        | Ljubljana       | Valdis Dombrovskis, podpredsednik Evropske komisije pristojen za evro in socialni dialog | Miro Cerar, predsednik vlade                                          |                                               | [ 134 ]         |
| 18. junij 2015          | Združeno kraljestvo                                                   | Brdo pri Kranju | David Cameron, predsednik vlade | Miro Cerar, predsednik vlade                                          |                                               | [ 135 ]         |
| 29. junij 2015          | Evropska unija                                                        | Ljubljana       | Vera Jourova, evropska komisarka za pravosodje | Goran Klemenčič, minister za pravosodje                               |                                               | [ 136 ]         |
| 26. in 27. julij 2015   | Ruska federacija                                                      | Ljubljana       | Dimitrij Medvedjev, predsednik vlade | Miro Cerar, predsednik vlade                                          |                                               | [ 137 ]         |
| 13. avgust 2015         | NATO                                                                  | Ljubljana       | Jens Stoltenberg, generalni sekretar | Miro Cerar, predsednik vlade                                          |                                               | [ 138 ]         |
| 31. avgust 2015         | Republika Srbija                                                      | Bled            | Aleksandar Vučić, predsednik vlade | Miro Cerar, predsednik vlade                                          | Srečanje ob robu Blejskega strateškega foruma | [ 139 ]         |
| 31. avgust 2015         | Evropska unija                                                        | Bled            | Donald Tusk, predsednik Evropskega sveta | Miro Cerar, predsednik vlade                                          | Srečanje ob robu Blejskega strateškega foruma | [ 140 ]         |
| 17. september 2015      | Združeni arabski emirati                                              | Ljubljana       | Sultan bin Saeed Al Mansoori, minister za gospodarstvo | Zdravko Počivalšek, minister za gospodarski razvoj in tehnologijo     |                                               | [ 141 ]         |
| 17. september 2015      | Zvezna republika Avstrija                                             | Ljubljana       | Werner Faymann, zvezni kancler | Miro Cerar, predsednik vlade                                          |                                               | [ 142 ]         |
| 7. oktober 2015         | Evropska unija                                                        | Ljubljana       | Herman van Rompuy, nekdanji predsednik Evropskega sveta | Borut Pahor, predsednik republike                                     | Vročitev državnega odlikovanja.               | [ 143 ]         |
| 8. oktober 2015         | Republika Srbija                                                      | Ljubljana       | Tomislav Nikolić, predsednik | Borut Pahor, predsednik republike                                     |                                               | [ 144 ]         |
| 9. oktober 2015         | Evropska unija                                                        | Ljubljana       | Jyrki Katainen, podpredsednik Evropske komisije pristojen za rast, naložbe in konkurenčnost | Miro Cerar, predsednik vlade                                          |                                               | [ 145 ]         |
| 9. oktober 2015         | Evropska unija                                                        | Ljubljana       | Maroš Šefčovič, podpredsednik Evropske komisije pristojen za energetsko unijo | Peter Gašperšič, minister za infrastrukturo                           |                                               | [ 146 ]         |
| 22. oktober 2015        | Evropska unija                                                        | Ljubljana       | Dimitris Avramopoulos, evropski komisar za notranje zadeve, državljanstvo in migracije | Vesna Györkös Žnidar, ministrica za notranje zadeve                   |                                               | [ 147 ]         |
| 26. oktober 2015        | Črna gora                                                             | Ljubljana       | Milo Đukanović, predsednik vlade | Miro Cerar, predsednik vlade                                          |                                               | [ 148 ]         |
| 6. november 2015        | Madžarska                                                             | Lendava         | Viktor Orbán, predsednik vlade | Miro Cerar, predsednik vlade                                          |                                               | [ 149 ] [ 150 ] |
| 21. januar 2016         | Kraljevina Maroko                                                     | Ljubljana       | Rachid Talbi Alami, predsednik parlamenta | Milan Brglez, predsednik Državnega zbora                              |                                               | [ 151 ]         |
| 22. januar 2016         | Madžarska                                                             | Brdo pri Kranju | Viktor Orbán, predsednik vlade | Miro Cerar, predsednik vlade                                          | 3. skupno zasedanje vlad RS in RM             | [ 152 ]         |
| 29. januar 2016         | Republika Hrvaška                                                     | Ljubljana       | Tihomir Orešković, predsednik vlade | Miro Cerar, predsednik vlade                                          |                                               | [ 153 ]         |
| 29. januar 2016         | Slovaška republika                                                    | Ljubljana       | Miroslav Lajčak, podpredsednik vlade in zunanji minister | Karel Erjavec, minister za zunanje zadeve                             |                                               | [ 154 ]         |
| 3. februar 2016         | Sveti sedež                                                           | Ljubljana       | Pietro Parolin, državni tajnik | Miro Cerar, predsednik vlade                                          |                                               | [ 155 ]         |
| 24. februar 2016        | Francoska republika                                                   | Ljubljana       | Alain Richard, francoski senator in posebni odposlanec za gospodarske odnose z Zahodnim Balkanom | Miro Cerar, predsednik vlade                                          |                                               | [ 156 ]         |
| 29. februar 2016        | Republika Litva                                                       | Ljubljana       | Dalia Grybauskaitė, predsednica | Borut Pahor, predsednik republike                                     |                                               | [ 157 ]         |
| 1. marec 2016           | Evropska unija                                                        | Brdo pri Kranju | Donald Tusk, predsednik Evropskega sveta | Miro Cerar, predsednik vlade                                          |                                               | [ 158 ]         |
| 31. marec 2016          | Republika Turčija                                                     | Ljubljana       | Volkan Bozkır, minister za zadeve EU | Karel Erjavec, minister za zunanje zadeve                             |                                               | [ 159 ]         |
| 15. april 2016          | Mednarodni olimpijski komite                                          | Ljubljana       | Thomas Bach, predsednik | OKS                                                                   |                                               | [ 160 ]         |
| 14. maj 2016            | NATO                                                                  | Ljubljana       | General Frank Gorenc, poveljnik ameriških zračnih sil v Evropi in Aziji in poveljnik zračnih sil zveze NATO | Andrej Osterman, načelnik generalštaba                                |                                               | [ 161 ]         |
| 16. maj 2016            | Združene države Amerike Central Intelligence Agency (CIA)             | Ljubljana       | David Cohen, namestnik direktorja | Miro Cerar, predsednik vlade                                          |                                               | [ 162 ]         |
| 6. junij 2016           | Republika Kosovo                                                      | Ljubljana       | Hashim Thaçi, predsednik | Borut Pahor, predsednik republike                                     |                                               | [ 163 ]         |
| 22. junij 2016          | Francoska republika                                                   | Ljubljana       | Elisabeth Guigou, predsednica Komisije za zunanje zadeve Narodne skupščine Francije | Miro Cerar, predsednik vlade                                          |                                               | [ 164 ]         |
| 24. junij 2016          | Republika Hrvaška                                                     | Ljubljana       | Kolinda Grabar-Kitarović, predsednica | Borut Pahor, predsednik republike                                     |                                               | [ 165 ]         |
| 19. julij 2016          | Gruzija                                                               | Ljubljana       | Giorgi Margvelašvili, predsednik | Borut Pahor, predsednik republike                                     |                                               | [ 166 ]         |
| 25. julij 2016          | Republika Bolgarija                                                   | Ljubljana       | Rosen Plevneliev, predsednik | Borut Pahor, predsednik republike                                     |                                               | [ 167 ]         |
| 5. in 6. september 2016 | Republika Albanija                                                    | Ljubljana       | Edi Rama, predsednik vlade | Miro Cerar, predsednik vlade                                          |                                               | [ 168 ]         |
| 6. september 2016       | Republika Turčija                                                     | Ljubljana       | Mevlüt Çavuşoğlu, minister za zunanje zadeve | Karel Erjavec, minister za zunanje zadeve                             |                                               | [ 169 ]         |
| 12. september 2016      | Zvezna republika Avstrija                                             | Ljubljana       | Christian Kern, zvezni kancler | Miro Cerar, predsednik vlade                                          |                                               | [ 170 ]         |
| 27. september 2016      | NATO                                                                  | Ljubljana       | Curtis M. Scaparrotti, poveljnik poveljstva Natovih sil v Evropi (SACEUR) | Andrej Osterman, načelnik generalštaba                                |                                               | [ 171 ]         |
| 7. oktober 2016         | UEFA                                                                  | Ljubljana       | Aleksander Čeferin, predsednik | Miro Cerar, predsednik vlade                                          |                                               | [ 172 ]         |
| 19. oktober 2016        | Evropska unija                                                        | Ljubljana       | Michel Barnier, glavni pogajalec EU za Brexit | Miro Cerar, predsednik vlade                                          |                                               | [ 173 ]         |
| 8. november 2016        | Ukrajina                                                              | Ljubljana       | Petro Porošenko, predsednik | Borut Pahor, predsednik republike                                     |                                               | [ 174 ]         |
| 15. november 2016       | Švicarska konfederacija                                               | Ljubljana       | Didier Burkhalter, minister za zunanje zadeve | Karel Erjavec, minister za zunanje zadeve                             |                                               | [ 175 ]         |
| 12. december 2016       | Črna gora                                                             | Ljubljana       | Filip Vujanović, predsednik Črne gore | Borut Pahor, predsednik republike                                     |                                               | [ 176 ]         |
| 4. januar 2017          | Republika Malta                                                       | Ljubljana       | Joseph Muscat, predsednik vlade | Miro Cerar, predsednik vlade                                          |                                               | [ 177 ]         |
| 11. januar 2017         | Združeno kraljestvo                                                   | Ljubljana       | Boris Johnson, zunanji minister | Karel Erjavec, minister za zunanje zadeve                             |                                               | [ 178 ]         |
| 22. februar 2017        | Republika Srbija                                                      | Ljubljana       | Ivica Dačić, minister za zunanje zadeve | Karel Erjavec, minister za zunanje zadeve                             |                                               | [ 179 ]         |
| 3, marec 2017           | Evropska unija                                                        | Ljubljana       | Jean-Claude Juncker, predsednik Evropske komisije | Miro Cerar, predsednik vlade                                          |                                               | [ 180 ]         |
| 8. marec 2017           | Črna gora                                                             | Ljubljana       | Srđan Darmanović, zunanji minister | Karel Erjavec, minister za zunanje zadeve                             |                                               | [ 181 ]         |
| 22. marec 2017          | Svet Evrope                                                           | Ljubljana       | Nils Muižnieks, komisar za človekove pravice | Miro Cerar, predsednik vlade                                          |                                               | [ 182 ]         |
| 27. marec 2017          | Kraljevina Švedska                                                    | Ljubljana       | Stefan Löfven, predsednik vlade | Miro Cerar, predsednik vlade                                          |                                               | [ 183 ]         |
| 27. marec 2017          | Republika Poljska                                                     | Ljubljana       | Andrzej Duda, predsednik | Borut Pahor, predsednik republike                                     |                                               | [ 184 ]         |
| 31. marec 2017          | Evropska unija                                                        | Ljubljana       | Andrus Ansip, podpredsednik Evropske komisije pristojen za enotni digitalni trg | Miro Cerar, predsednik vlade                                          |                                               | [ 185 ]         |
| 3. april 2017           | Evropska unija                                                        | Ljubljana       | Donald Tusk, predsednik Evropskega sveta | Miro Cerar, predsednik vlade                                          |                                               | [ 186 ]         |
| 6. april 2017           | Madžarska                                                             | Ljubljana       | Péter Szijjártó, minister za zunanje zadeve | Karel Erjavec, minister za zunanje zadeve                             |                                               | [ 187 ]         |
| 14. april 2017          | Ljudska republika Kitajska                                            | Ljubljana       | Džang Gaoli, podpredsednik vlade | Miro Cerar, predsednik vlade                                          |                                               | [ 188 ]         |
| 5. maj 2017             | Kraljevina Belgija                                                    | Ljubljana       | Charles Michel, predsednik vlade | Miro Cerar, predsednik vlade                                          |                                               | [ 189 ]         |
| 23. maj 2017            | Republika Estonija                                                    | Ljubljana       | Jüri Ratas, predsednik vlade | Miro Cerar, predsednik vlade                                          |                                               | [ 190 ]         |
| 24. maj 2017            | Zvezna republika Avstrija                                             | Ljubljana       | Alexander Van der Bellen, zvezni predsednik | Borut Pahor, predsednik republike                                     |                                               | [ 191 ]         |
| 1. junij 2017           | Republika Irska                                                       | Ljubljana       | Charles Flanagan, minister za zunanje zadeve in trgovino | Karel Erjavec, minister za zunanje zadeve                             |                                               | [ 192 ]         |
| 3. junij 2017           | Veliko vojvodstvo Luksemburg                                          | Ljubljana       | Xavier Bettel, predsednik vlade | Miro Cerar, predsednik vlade                                          |                                               | [ 193 ]         |
| 6. junij 2017           | Republika Finska                                                      | Ljubljana       | Maria Lohela, predsednica parlamenta | Milan Brglez, predsednik Državnega zbora                              |                                               | [ 194 ]         |
| 15. junij 2017          | Portugalska republika                                                 | Ljubljana       | Eduardo Ferra Rodrigues, predsednik parlamenta | Milan Brglez, predsednik Državnega zbora                              |                                               | [ 195 ]         |
| 12. julij 2017          | Republika Hrvaška                                                     | Ljubljana       | Andrej Plenković, predsednik vlade | Miro Cerar, predsednik vlade                                          | Prvo srečanje po objavi Arbitražne odločbe    | [ 196 ]         |
| 15. avgust 2017         | Združene države Amerike                                               | Ljubljana       | Roy Blunt, zvezni senator (Misuri) John Cornyn, zvezni senator (Teksas) Thad Cochran, zvezni senatoe (Misisipi) Susan Collins, zvezna senatorka (Maine) Thom Tillis, zvezni senator (Severna Karolina) Tom Cotton, zvezni senator (Arkansas) | Miro Cerar, predsednik vlade                                          |                                               | [ 197 ]         |
| 4. september 2017       | Evropska unija                                                        | Bled            | Frans Timmermans, prvi podpredsednik Evropske komisije | Miro Cerar, predsednik vlade                                          |                                               |                 |
| 4. september 2017       | Republika Srbija                                                      | Bled            | Ana Brnabić, predsednica vlade | Miro Cerar, predsednik vlade                                          |                                               |                 |
| 4. september 2017       | Organizacija za gospodarsko sodelovanje in razvoj (OECD)              | Bled            | Jose Angel Gurria, generalni sekretar | Miro Cerar, predsednik vlade                                          |                                               |                 |
| 4. september 2017       | Organizacija združenih narodov                                        | Bled            | Zeid Ra´ad Al Hussein, visoki komisar za človekove pravice | Miro Cerar, predsednik vlade                                          |                                               |                 |
| 4. september 2017       | Republika Indija                                                      | Bled            | M. J. Akbar, minister za zunanje zadeve | Miro Cerar, predsednik vlade                                          |                                               |                 |
| 4. september 2017       | Republika Moldavija                                                   | Bled            | Andrei Galbur, minister za zunanje zadeve | Miro Cerar, predsednik vlade                                          |                                               |                 |
| 4. september 2017       | Sveti sedež                                                           | Bled            | Richard Gallagher, tajnik Svetega sedeža za odnose z državami | Miro Cerar, predsednik vlade                                          |                                               |                 |
| 5. september 2017       | Evropska unija                                                        | Ljubljana       | Federica Mogherini, visoka predstavnica Unije za skupno zunanjo in varnostno politiko | Miro Cerar, predsednik vlade                                          |                                               | [ 198 ]         |
| 5. september 2017       | Madžarska                                                             | Ljubljana       | Péter Szijjártó, minister za zunanje zadeve | Karel Erjavec, minister za zunanje zadeve                             |                                               | [ 199 ]         |
| 7. september 2017       | Italijanska republika                                                 | Ljubljana       | Paolo Gentiloni, predsednik vlade | Miro Cerar, predsednik vlade                                          |                                               | [ 200 ]         |
| 15. september 2017      | Ljudska republika Kitajska                                            | Ljubljana       | Meng Džjandžhu, posebni odposlanec predsednika | Miro Cerar, predsednik vlade                                          |                                               | [ 201 ]         |
| 10. oktober 2017        | Evropska unija                                                        | Ljubljana       | Dimitris Avramopoulos, evropski komisar za notranje zadeve, državljanstvo in migracije | Vesna Györkös Žnidar, ministrica za notranje zadeve                   |                                               | [ 202 ]         |
| 17. oktober 2017        | Arabska republika Egipt                                               | Ljubljana       | Sameh Hassan Shoukry, zunanji minister | Karel Erjavec, minister za zunanje zadeve                             |                                               | [ 203 ]         |
| 24. oktober 2017        | Veliko vojvodstvo Luksemburg                                          | Ljubljana       | Jean Asselborn, zunanji minister | Karel Erjavec, minister za zunanje zadeve                             |                                               | [ 204 ]         |
| 13. november 2017       | Republika Makedonija                                                  | Ljubljana       | Zoran Zaev, predsednik vlade | Miro Cerar, predsednik vlade                                          |                                               | [ 205 ]         |
| 17. januar 2018         | Portugalska republika                                                 | Ljubljana       | Antonio Costa, predsednik vlade | Miro Cerar, predsednik vlade                                          |                                               | [ 206 ]         |
| 1. februar 2018         | Republika Srbija                                                      | Ljubljana       | Ana Brnabić, predsednica vlade | Miro Cerar, predsednik vlade                                          | Skupno zasedanje vlad                         | [ 207 ]         |
| 6. februar 2018         | Veliko vojvodstvo Luksemburg Kraljevina Nizozemska Kraljevina Belgija | Ljubljana       | Xavier Bettel, predsednik vlade Velikega vojvodstva Luksemburg Mark Rutte, predsednik vlade Kraljevive Nizozemske Didier Reynders, minister za zunanje zadeve                                                                                | Miro Cerar, predsednik vlade                                          | Vrh držav Beneluksa in Slovenije              | [ 208 ]         |